# Tehran (série de televisão)
Tehran (em hebraico: טהרן; em persa: تهران) é uma série de televisão de suspense e espionagem israelense criada por Moshe Zonder. Foi co-escrita junto com Omri Shenhar e dirigida por Daniel Syrkin. A série estreou originalmente no canal Kan 11 em 22 de junho de 2020 e foi lançada internacionalmente pela Apple TV+ em 25 de setembro de 2020.
Em 26 de janeiro de 2021, foi anunciado que a série havia sido renovada pela Apple TV+ para uma segunda temporada, que foi lançada exclusivamente na plataforma em 6 de maio de 2022.
Na cerimônia do International Emmy Awards, realizada em novembro de 2021, Teerã recebeu o prêmio de melhor série dramática, tornando-se a primeira série israelense a ganhar nesta categoria.

## Sinopse
Tamar Rabinyan, uma jovem judia nascida no Irã mas criada em Israel, é uma agente do Mossad e hacker enviada para Teerã. Sua missão é neutralizar um radar aéreo do Irã, para que aviões de combate israelenses possam bombardear uma usina nuclear e impedir que o país obtenha a bomba atômica. Ao mesmo tempo, é caçada por Faraz Kamali, alto comandante da Guarda Revolucionária.

## Elenco
| Ator                | Personagem       | Detalhes             | Ref.          |
| ------------------- | ---------------- | -------------------- | ------------- |
| Niv Sultan          | Tamar Rabinyan   | Hacker do Mossad     |               |
| Shaun Toub          | Faraz Kamali     | Comandante da GRI    |               |
| Menashe Noy         | Meir Gorev       |                      |               |
| Shervin Alenabi     | Milad            |                      |               |
| Navid Negahban      | Masoud Tabrizi   | Comandante do Mossad |               |
| Liraz Charhi        | Yael Kadosh      |                      |               |
| Qais Khan           | Mohammed Balochi |                      |               |
| Sogand Sara Fakheri | Raziyeh Nekumard |                      |               |
| Reza Diako          | Shahin           |                      |               |
| Dan Mor             | Eran             |                      |               |
| Arash Marandi       | Ali              |                      |               |
| Shila Ommi          | Naahid           |                      |               |
| Danny Sher          | Mike             |                      |               |
| Moe Bar-El          | Karim            |                      |               |
| Ash Goldeh          | Hassan           |                      |               |
| Glenn Close         | Marjan Montazeri | 2ª temporada         | [ 11 ]        |
| Hugh Laurie         | Eric Peterson    | 3ª temporada         | [ 12 ] [ 13 ] |

## Lançamento
Originalmente, a série foi ao ar no Kan 11 em Israel. Em julho de 2019, a Cineflix adquiriu direitos exclusivos de distribuição global da série. Em 16 de junho de 2020, a Apple TV+ comprou os direitos internacionais da série fora de Israel.

## Recepção

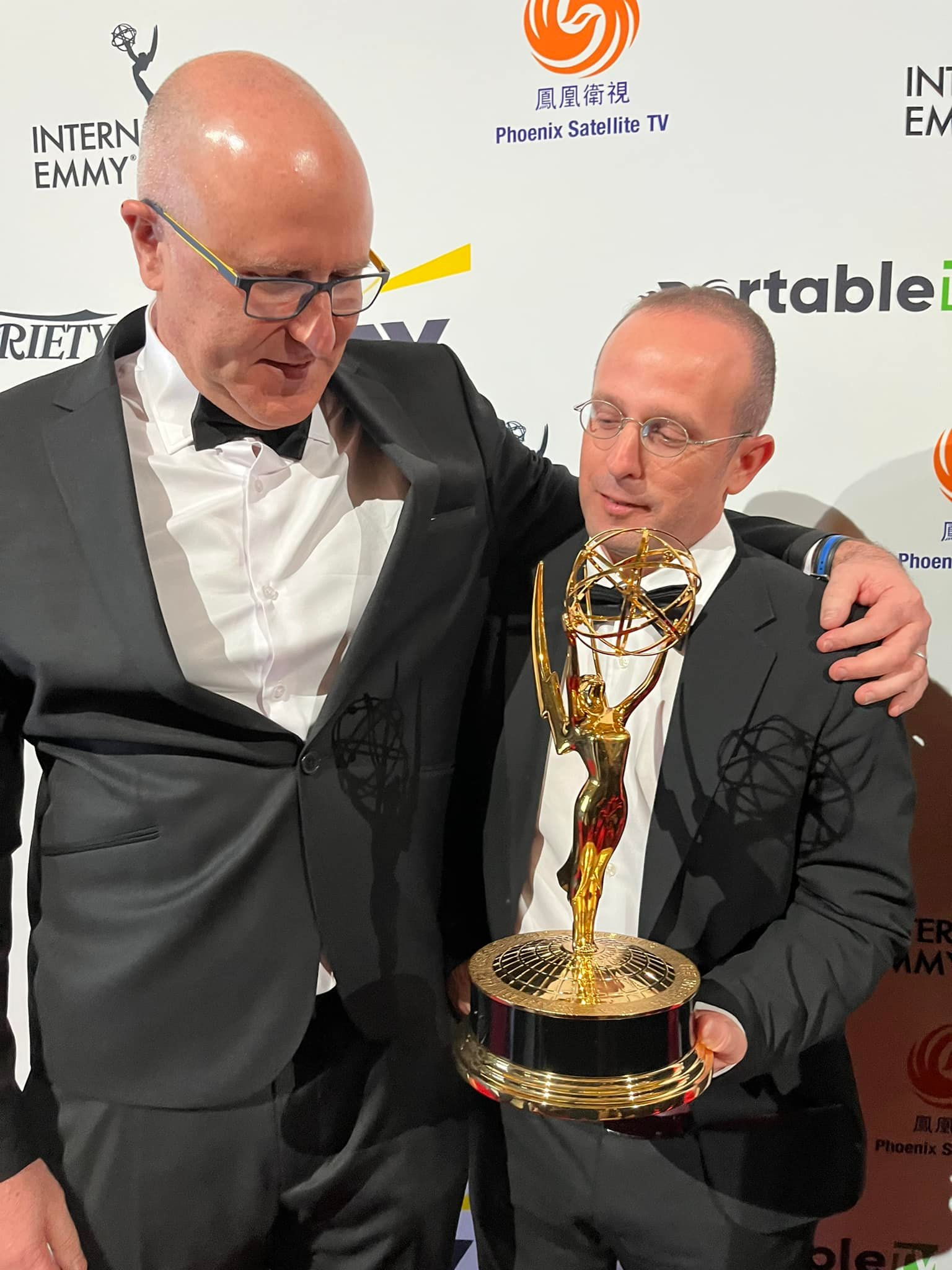
Maor Kohn e Moshe Zonder com o troféu do Emmy de 2021 de série dramática.

No Rotten Tomatoes, a primeira temporada tem um índice de 94% de aprovação com base em 17 críticas, com uma nota média de 7,3/10. O consenso crítico do site diz: "As reviravoltas habilmente tramadas de Teerã elevam ainda mais um thriller geopolítico habilmente equilibrado entre o global e o pessoal". No Metacritic, o programa tem uma pontuação de 72 de 100, com base em 6 avaliações, indicando "críticas geralmente favoráveis".

## Prêmios e indicações
| Nº | Ano  | Prêmio                  | Categoria              | Indicado | Resultado | Ref.   |
| -- | ---- | ----------------------- | ---------------------- | -------- | --------- | ------ |
| 1  | 2021 | Emmy Internacional 2021 | Melhor Série Dramática | Tehran   | Venceu    | [ 16 ] |